# Fényes István (költő)
Kállai Fényes István (17. század) tanácsos, költő.
Debrecen városának hites nótáriusa, 1686-ban tanácsosa volt.
Nyomtatásban megjelent munkája: Debreczen városának siralmas esetinek és keserves-gyászos passióinak rövid versekben lerajzolt consignatiója, Tekintetes Dobozi István úr főbiróságában. 1675.
Kézirati munkája: Debreczen városának ez keresztyén Respublicának naponként árviz képpen nevekedett, ez esztendő forgásiban végbe ment siralmas sorsainak, keserves megbántódásainak, helytelen expensáinak, egynehány versekbe foglalt Compendiuma. Anno Domini 1664. jan.-dec. Hozzá: Protocollum Civitatis Debrecinensis ab a. 1547–1610.